# Cameron Wurf
Cameron Wurf (Hobart, Tasmània, 3 d'agost de 1983) és un ciclista i triatleta australià ja retirat.
Al seu principi de la seva carrera esportiva es va dedicar al rem, arribant a participar en els Jocs Olímpics de 2004.

## Palmarès
- 2007
  - Campió d'Oceania de contrarellotge
  - 1r al Chrono champenois

### Resultats al Giro d'Itàlia
- 2010. 77è de la classificació general
- 2013. 128è de la classificació general

### Resultats a la Volta a Espanya
- 2013. 99è de la classificació general
- 2020. 95è de la classificació general